# Opel Astra J
Der Opel Astra J ist ein Pkw-Modell der Kompaktklasse des Automobilherstellers Opel und der Nachfolger des Opel Astra H. Der Wagen wurde der Öffentlichkeit auf der IAA 2009 in Frankfurt am Main vorgestellt.

## Modellgeschichte

### Allgemeines
Während der Entwicklung noch Astra I genannt, wurde die Bezeichnung zur Markteinführung in Astra J geändert, um auszuschließen, dass der Großbuchstabe I als 1 missverstanden wird.
Im Juli 2015 begann die Fertigung des Astra K, der im Oktober desselben Jahres als Fünftürer auf den Markt kam. Der Sports Tourer war ebenfalls ab Oktober 2015 bestellbar. Das dreitürige Schrägheckmodell Astra J GTC und die viertürige Limousine Astra Stufenheck wurden noch bis 2018 weitergebaut, ehe sie ersatzlos vom Markt genommen wurden.
Am 4. Dezember 2009 kam die vierte Astra-Generation zunächst als fünftürige Schräghecklimousine auf den Markt. Die Kombiversion Sports Tourer folgte am 13. November 2010. Ab September 2012 ergänzte eine Stufenhecklimousine das Angebot. Im April 2013 folgte schließlich eine Cabrio-Version auf Basis des Astra J. Sie wurde als eigenständiges Modell unter dem Namen Cascada angeboten.

### Modellvarianten
- Fünftüriges Schrägheck (Dezember 2009 bis Juli 2015)[5]
- Fünftüriger Kombi (Sports Tourer; November 2010 bis September 2015)[6]
- Dreitüriges Schrägheck (GTC; Januar 2012 bis April 2018)
- Viertüriges Stufenheck (September 2012 bis August 2018)

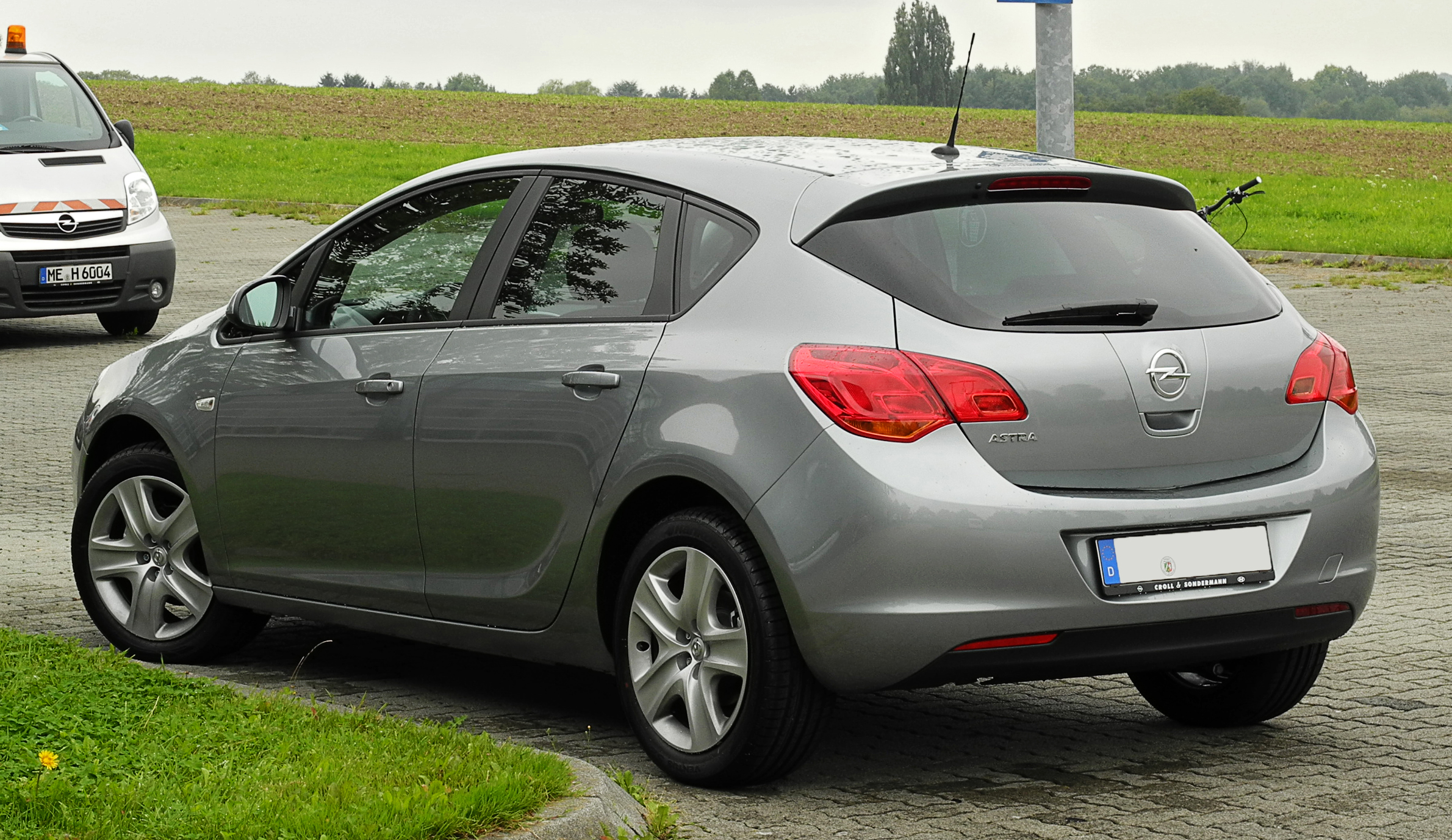
Heckansicht
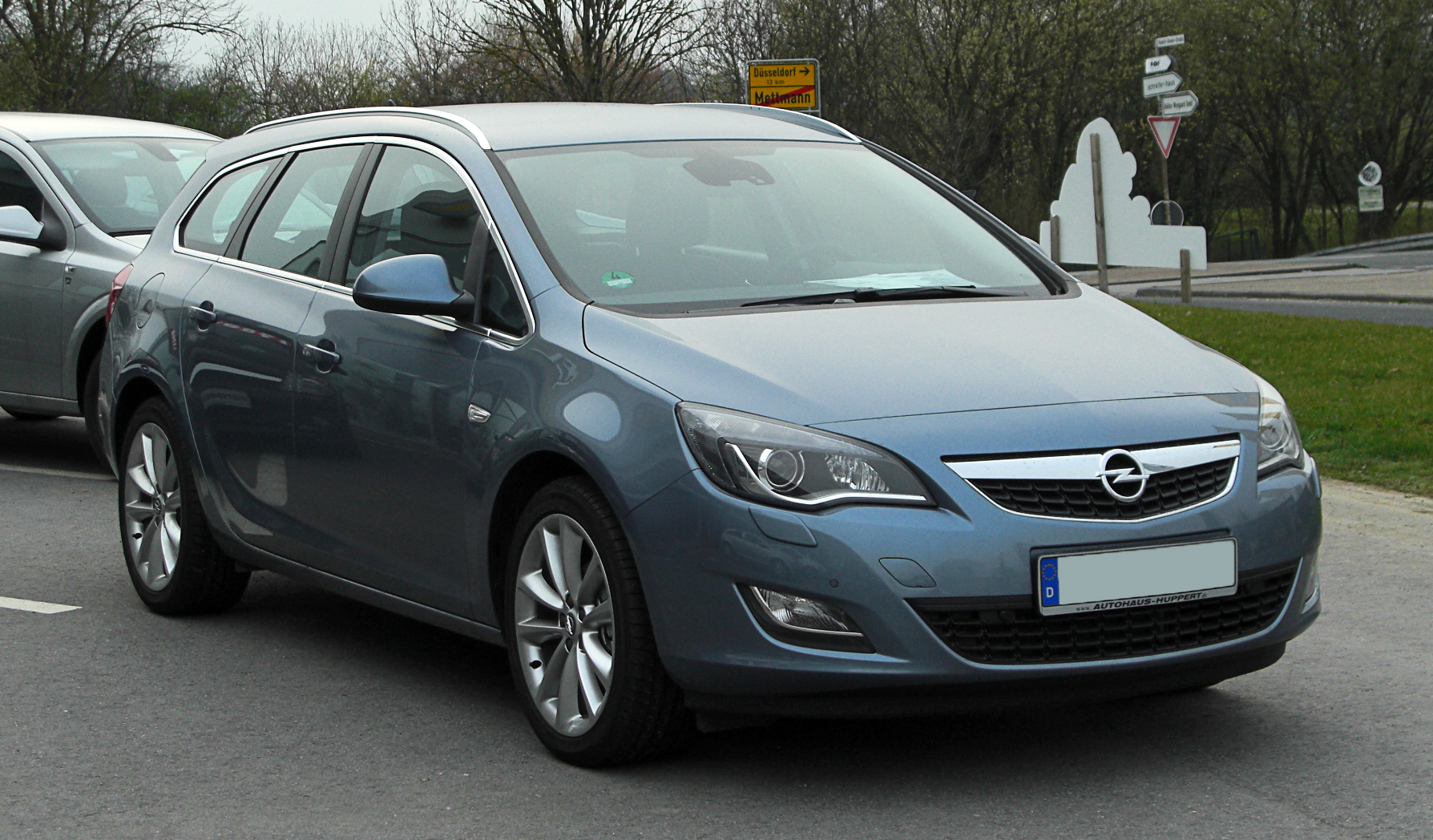
Sports Tourer (2010–2012)
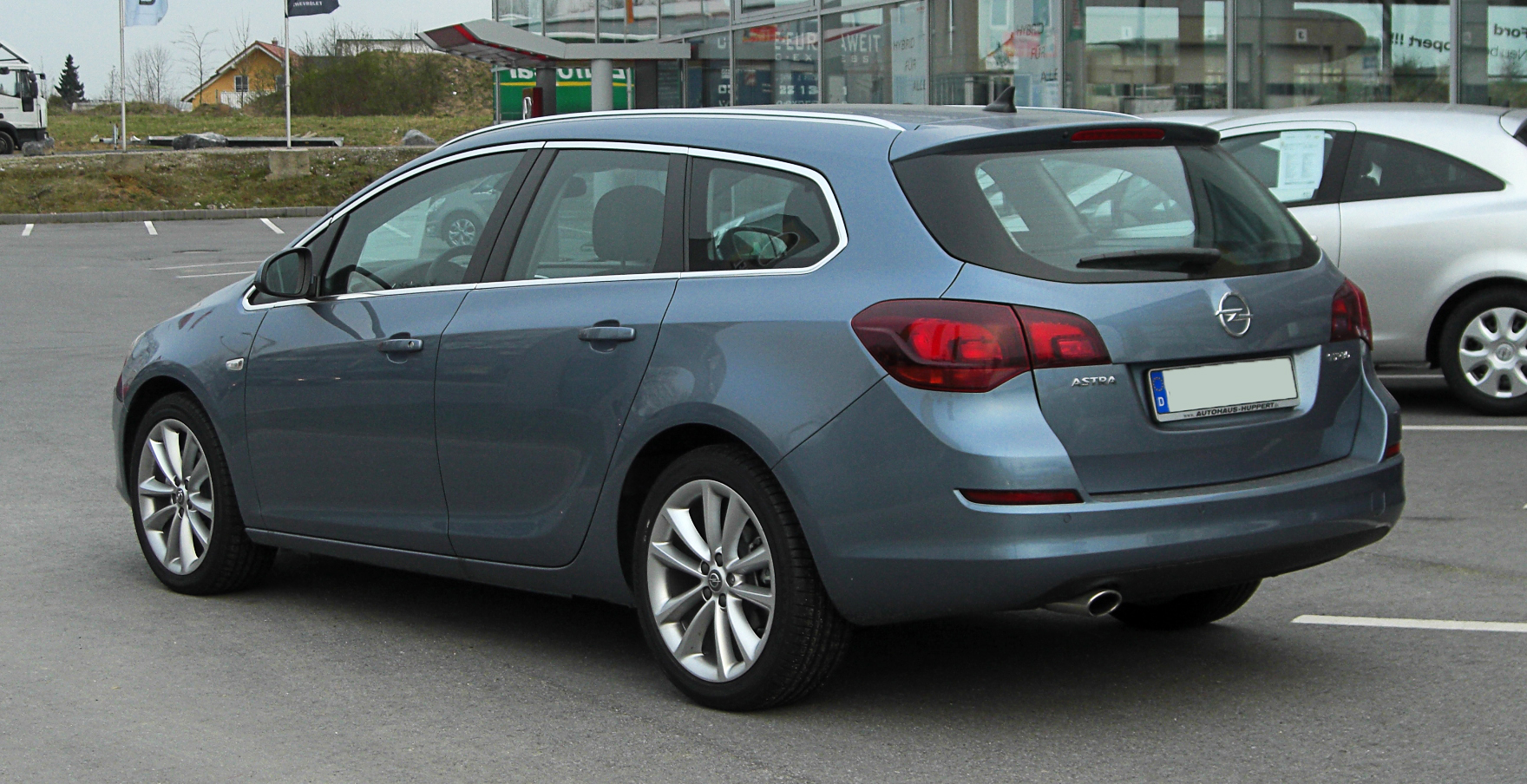
Sports Tourer Heckansicht
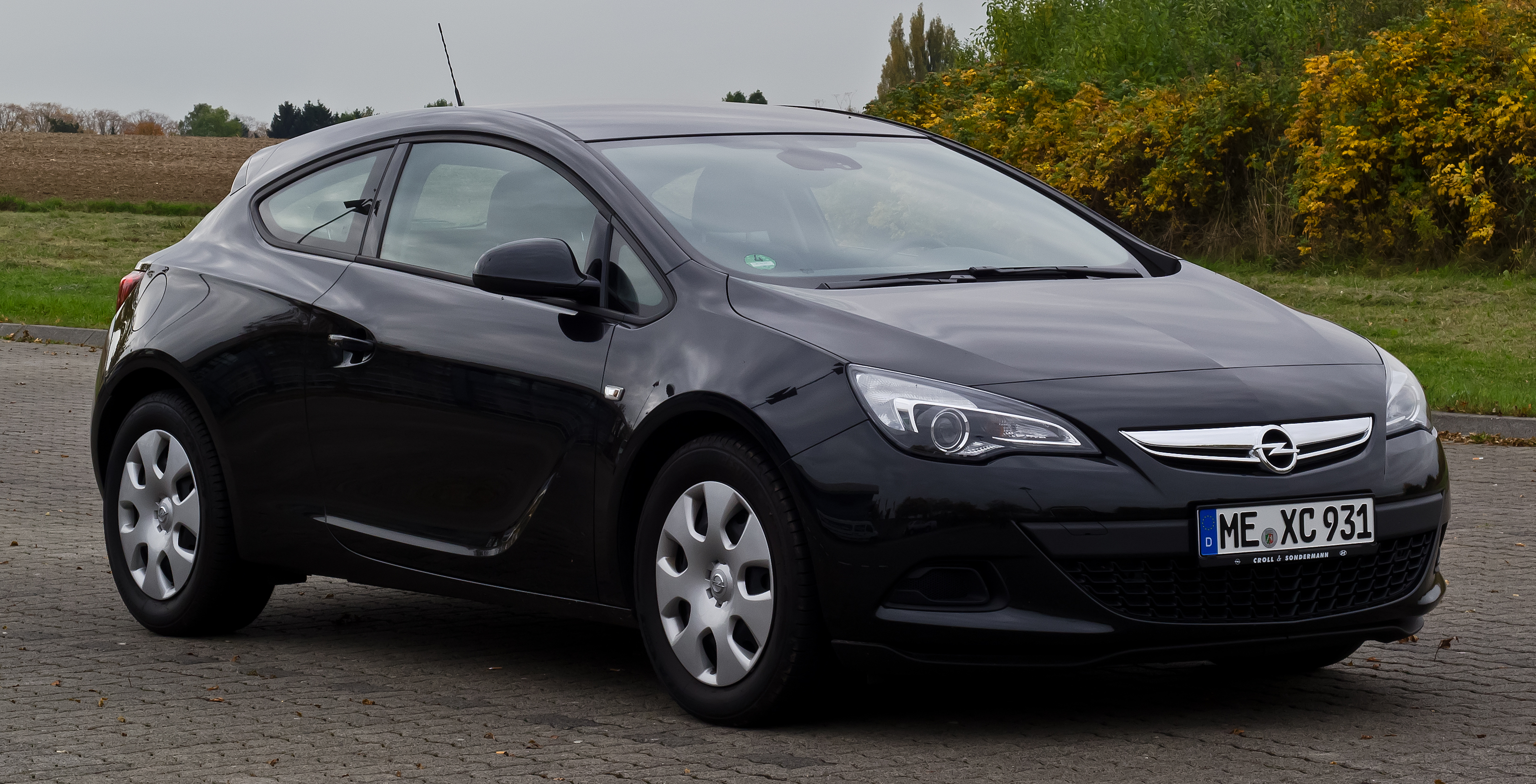
Opel Astra GTC (2012–2018)
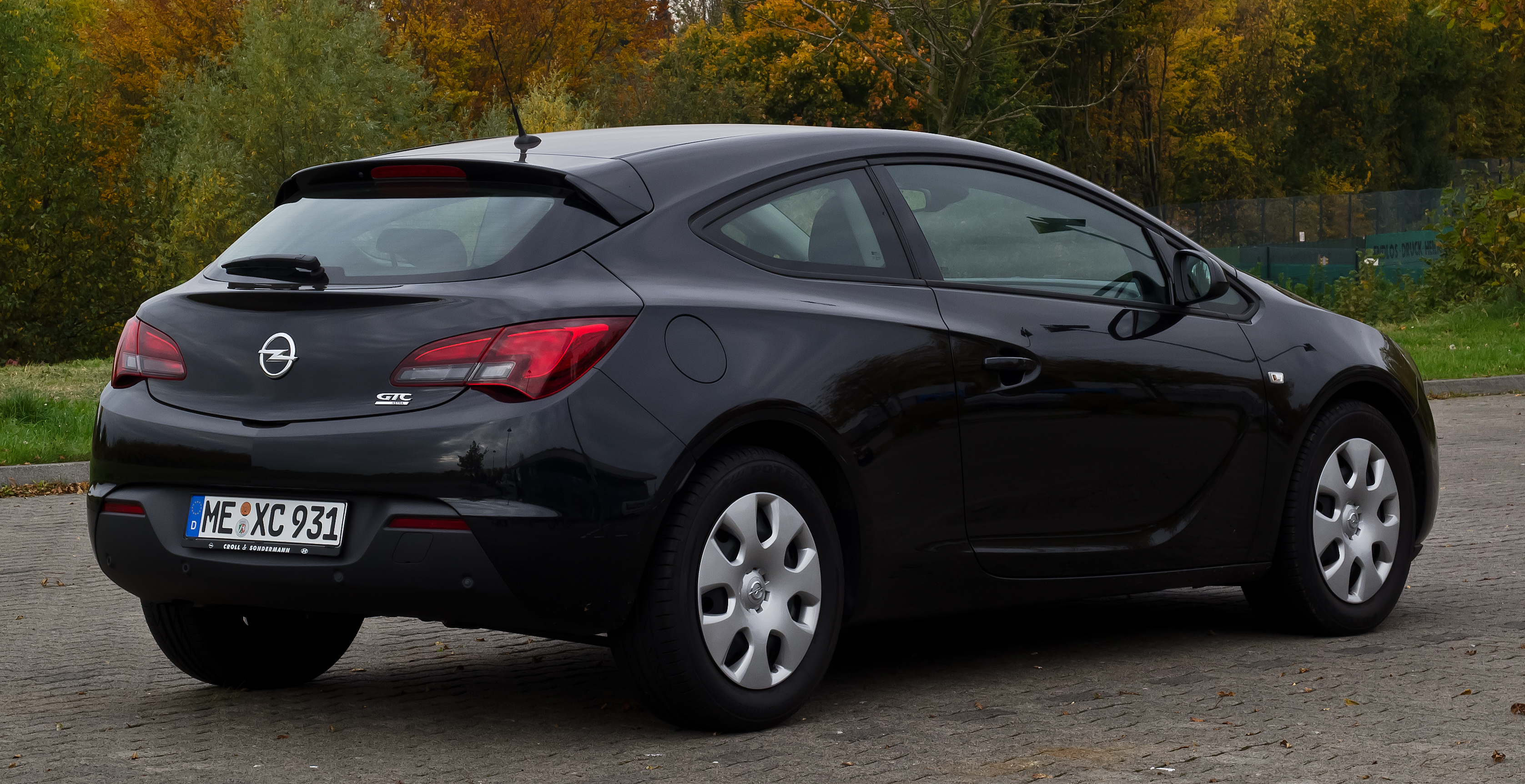
Heckansicht
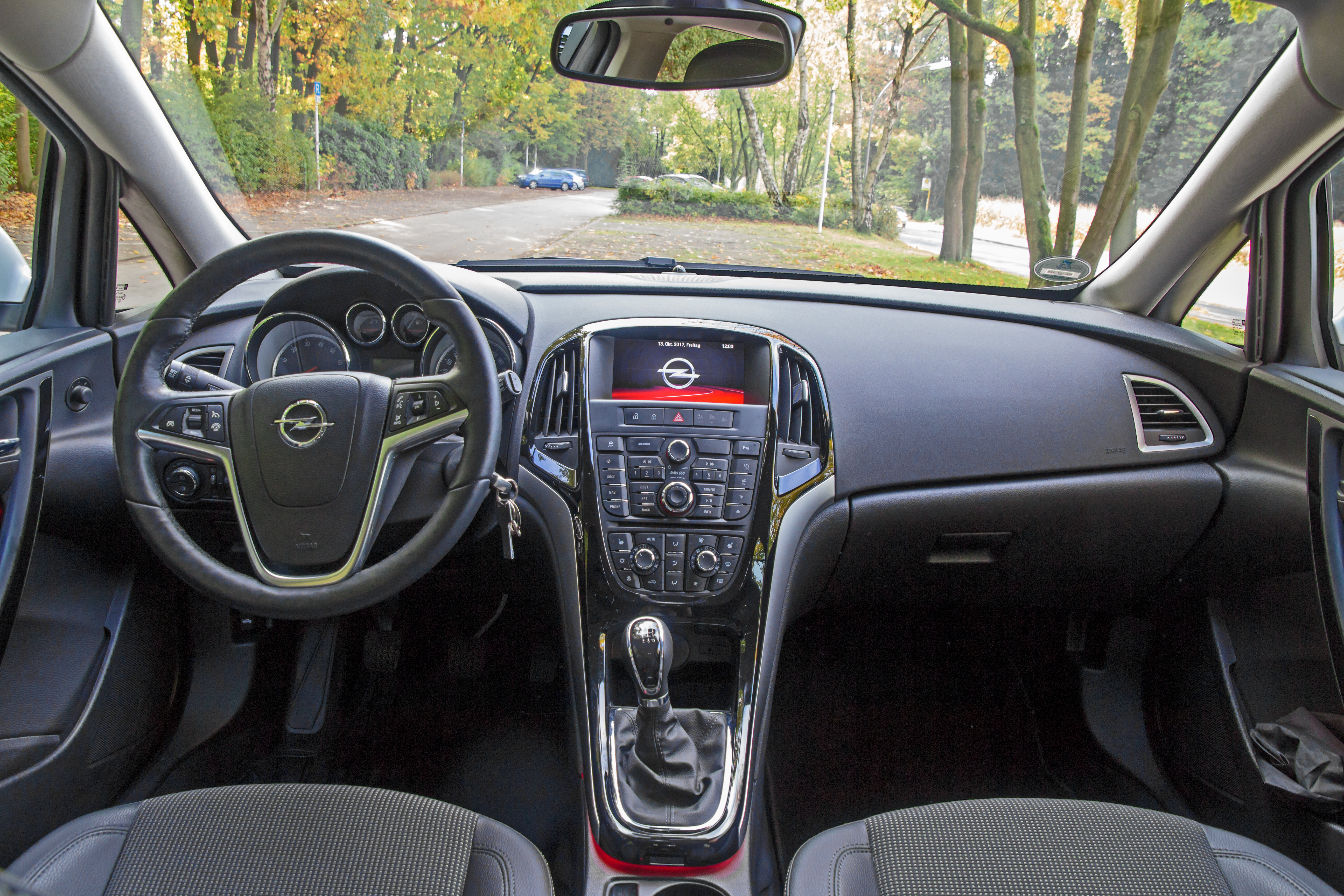
Innenraum (Variante mit Navigation und Lenkrad-Fernbedienung)

### Modellpflege
Mit der Einführung der Stufenhecklimousine im September 2012 wurden das Schrägheck und der Kombi dezent überarbeitet. An der Front kam im Kühlergrill eine dreidimensionale Chromquerstrebe mit nach oben gebogenen Enden zum Einsatz. Die Scheinwerfer waren schwarz hinterlegt und die Einfassungen der Nebelscheinwerfer teilweise mit Chrom umrandet. Am Heck gab es teilweise eine Chromleiste (nicht bei Option OPC-Line 1) sowie eine geänderte Heckschürze (nicht bei Option FlexFix [Fahrradträger]).
Auf technischer Seite kamen neue Assistenzsysteme sowie neue Motoren zum Einsatz. So wurde ab Ende 2012 ein zwei Liter großer BiTurbo-Dieselmotor mit einer Leistung von 143 kW (195 PS) angeboten. Außerdem verfügt der 1,4-Liter-Turbobenziner mit 103 kW (140 PS) über eine automatische Overboost-Funktion, die das maximale Drehmoment kurzfristig um zehn Prozent von 200 auf 220 Nm erhöhen kann. Im November 2013 entfiel der 1,4-Liter-Saugmotor mit 64 (87) oder 74 kW (100 PS), da fortan der 1,6 Liter große und 85 kW (115 PS) starke Saugmotor die Position der Basismotorisierung übernahmen.

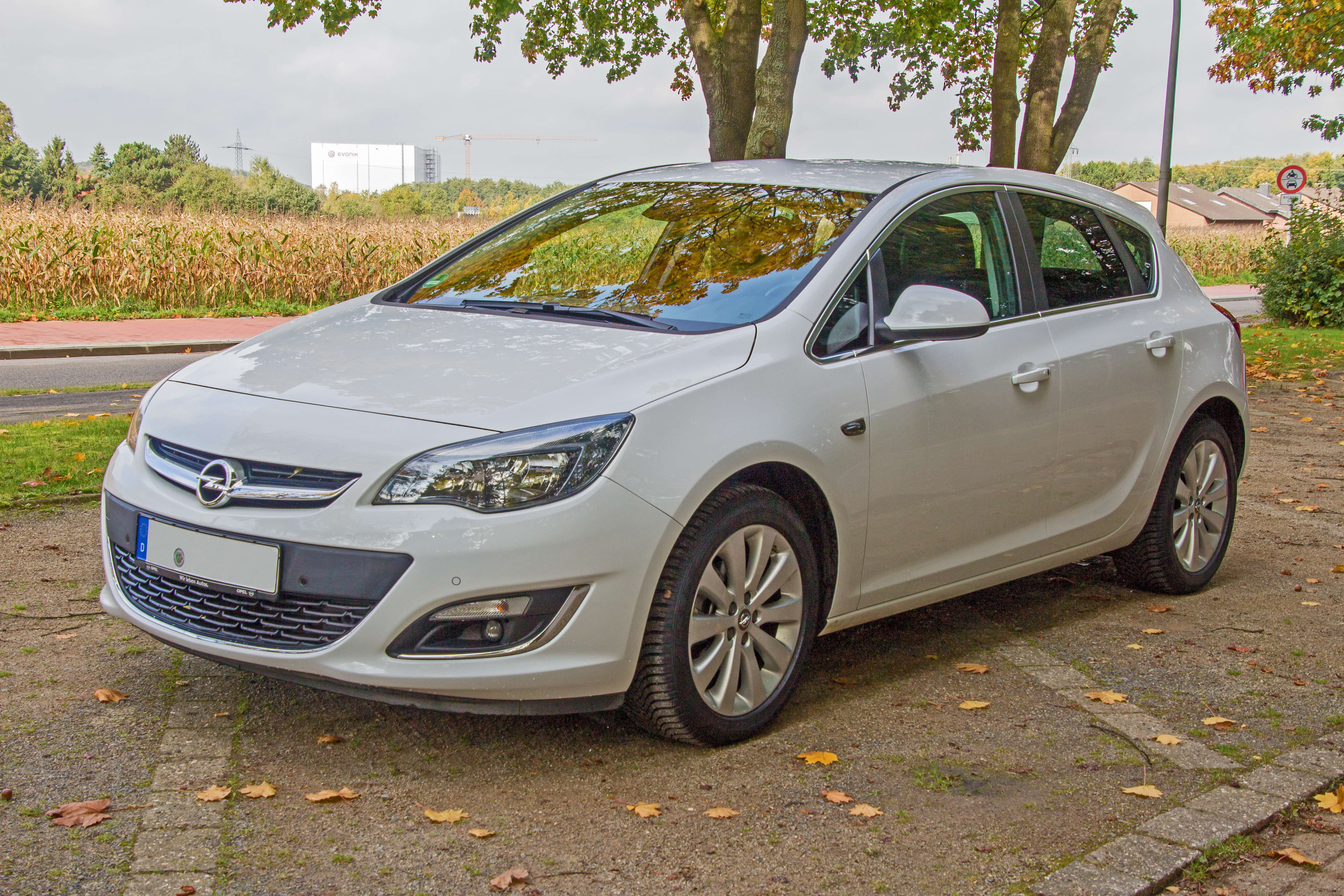
Front der modellgepflegten Version
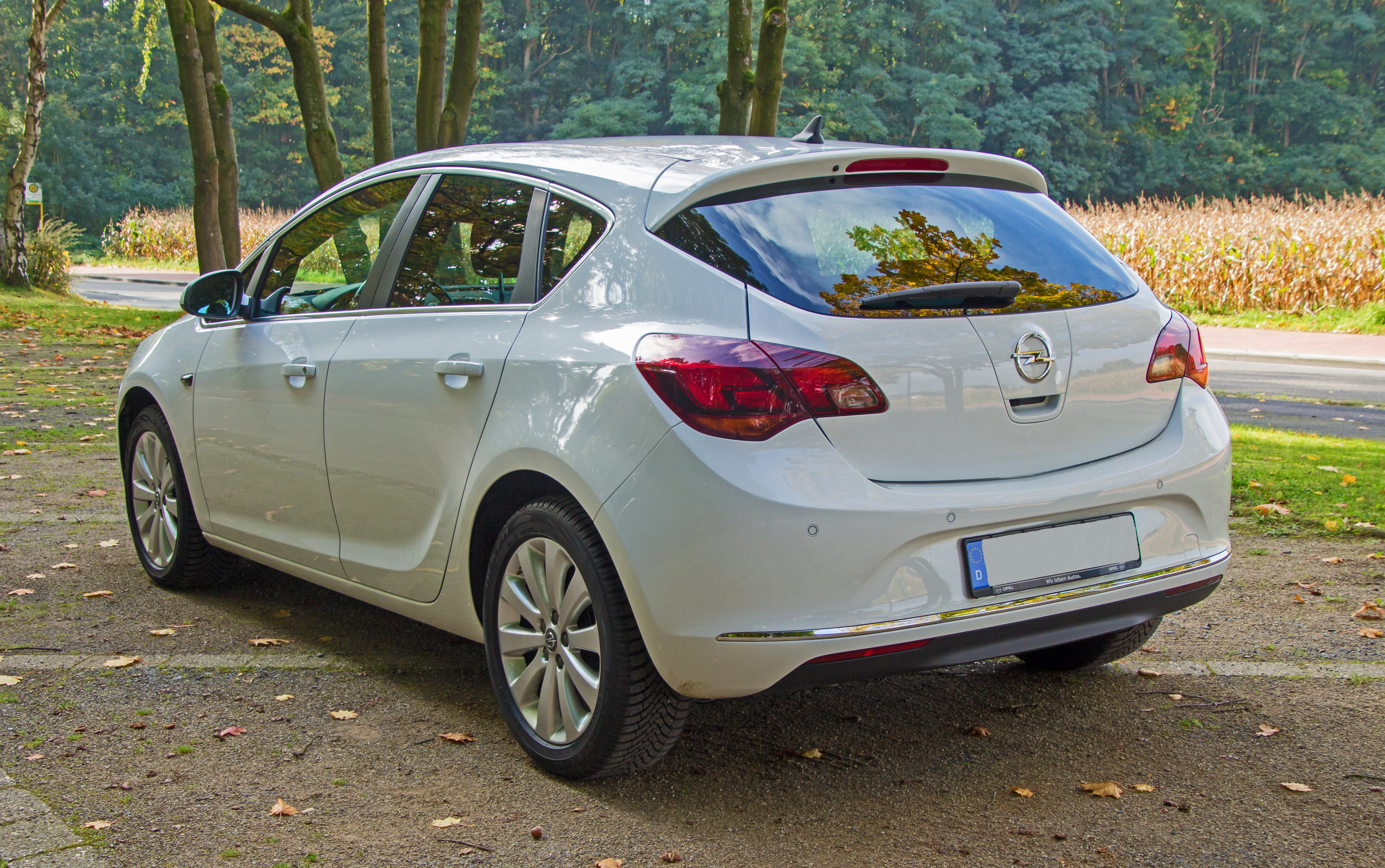
Heck der modellgepflegten Version
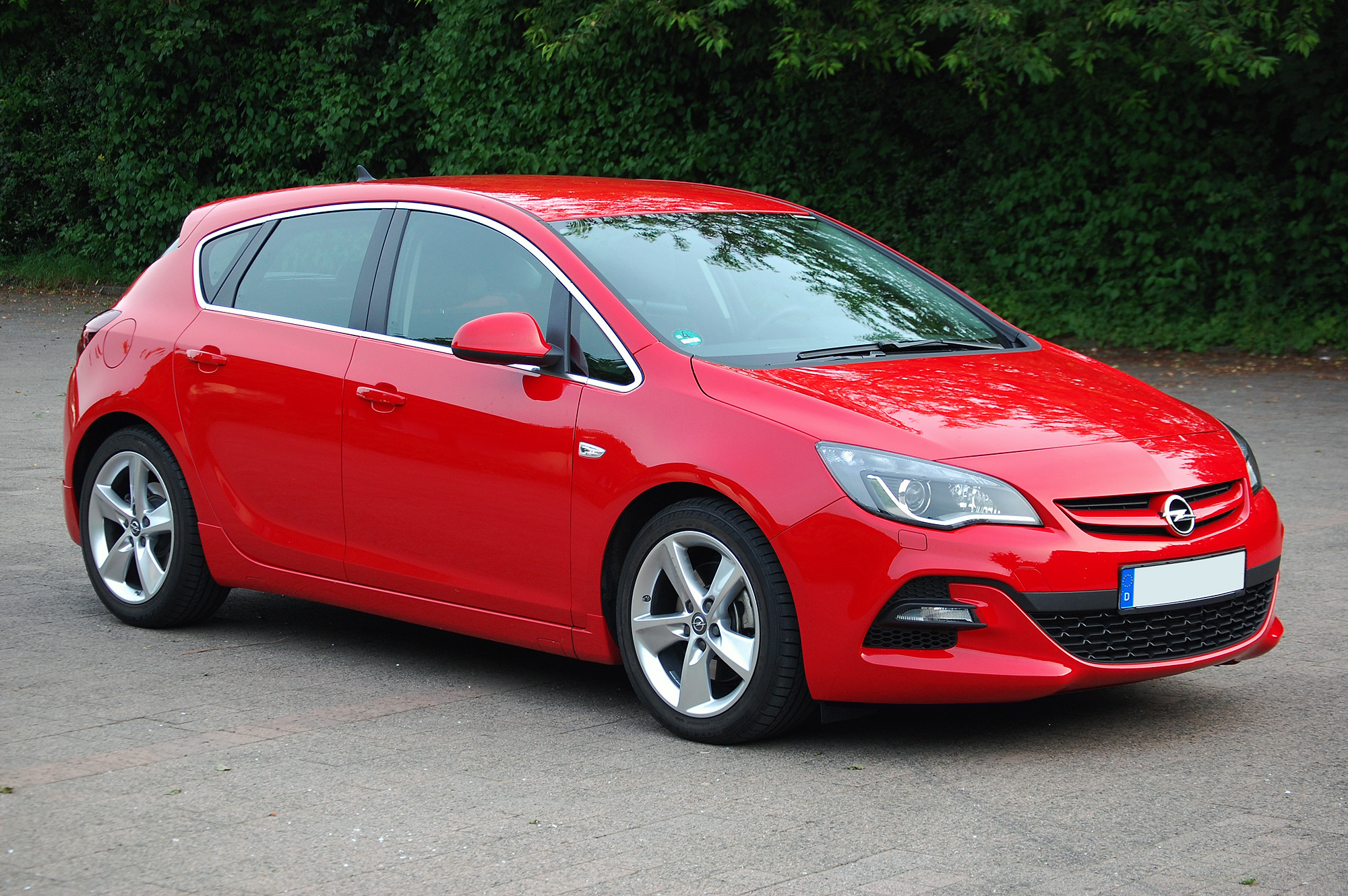
Astra 2.0 CDTI BiTurbo (2012–2015) mit Sportpaket
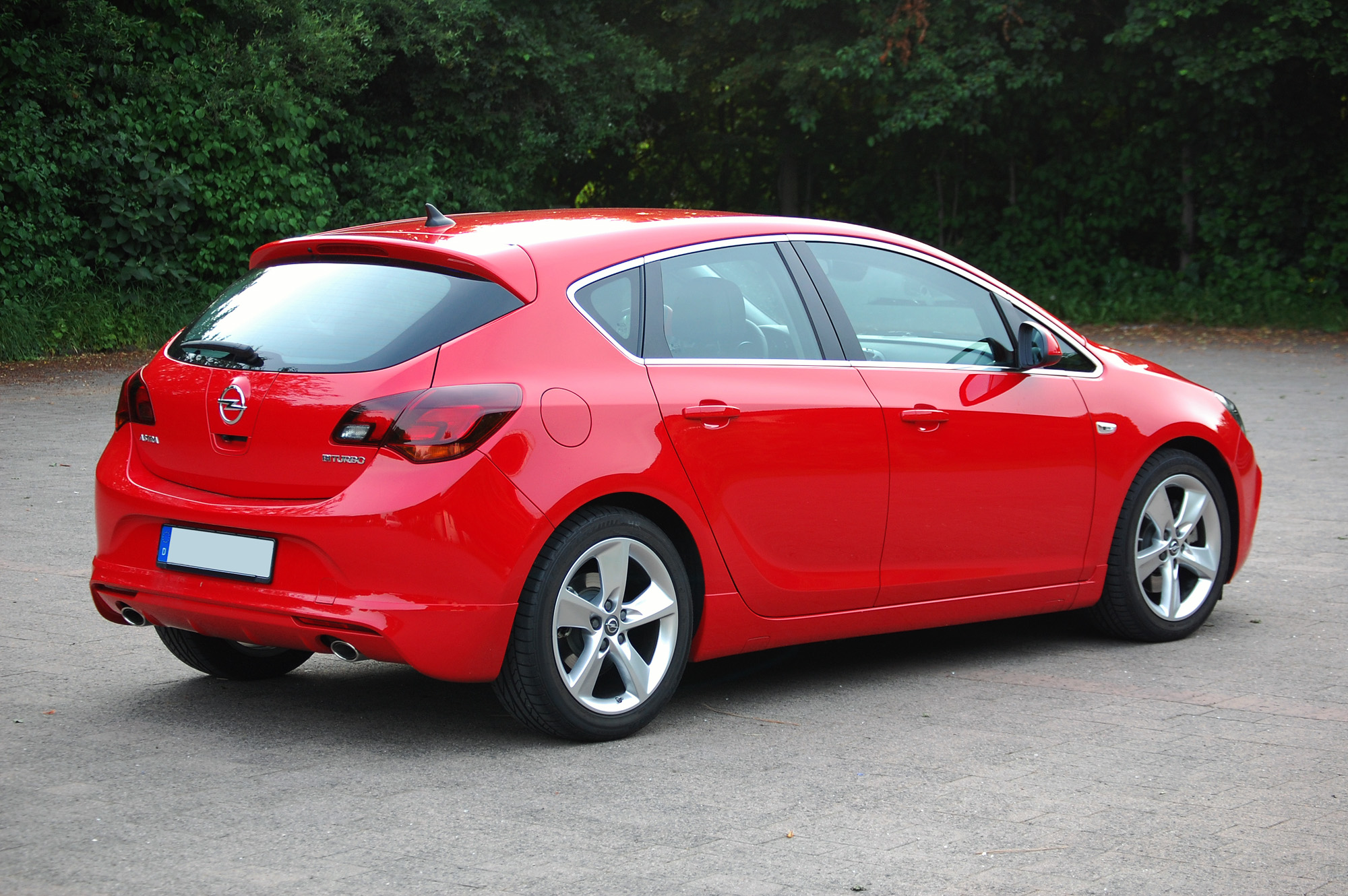
Heckansicht des Modells mit Sportpaket
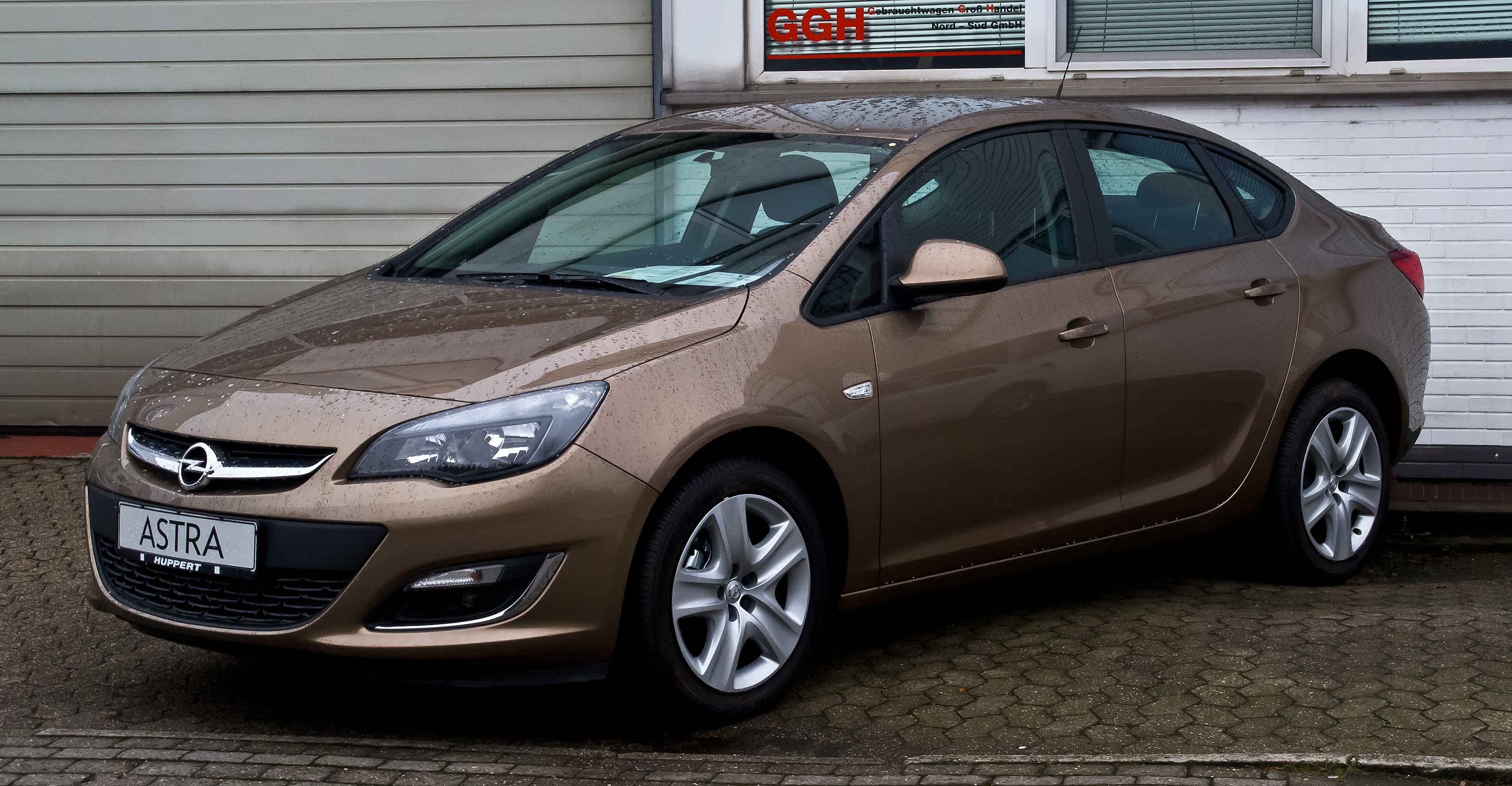
Opel Astra Stufenheck (2012–2018)
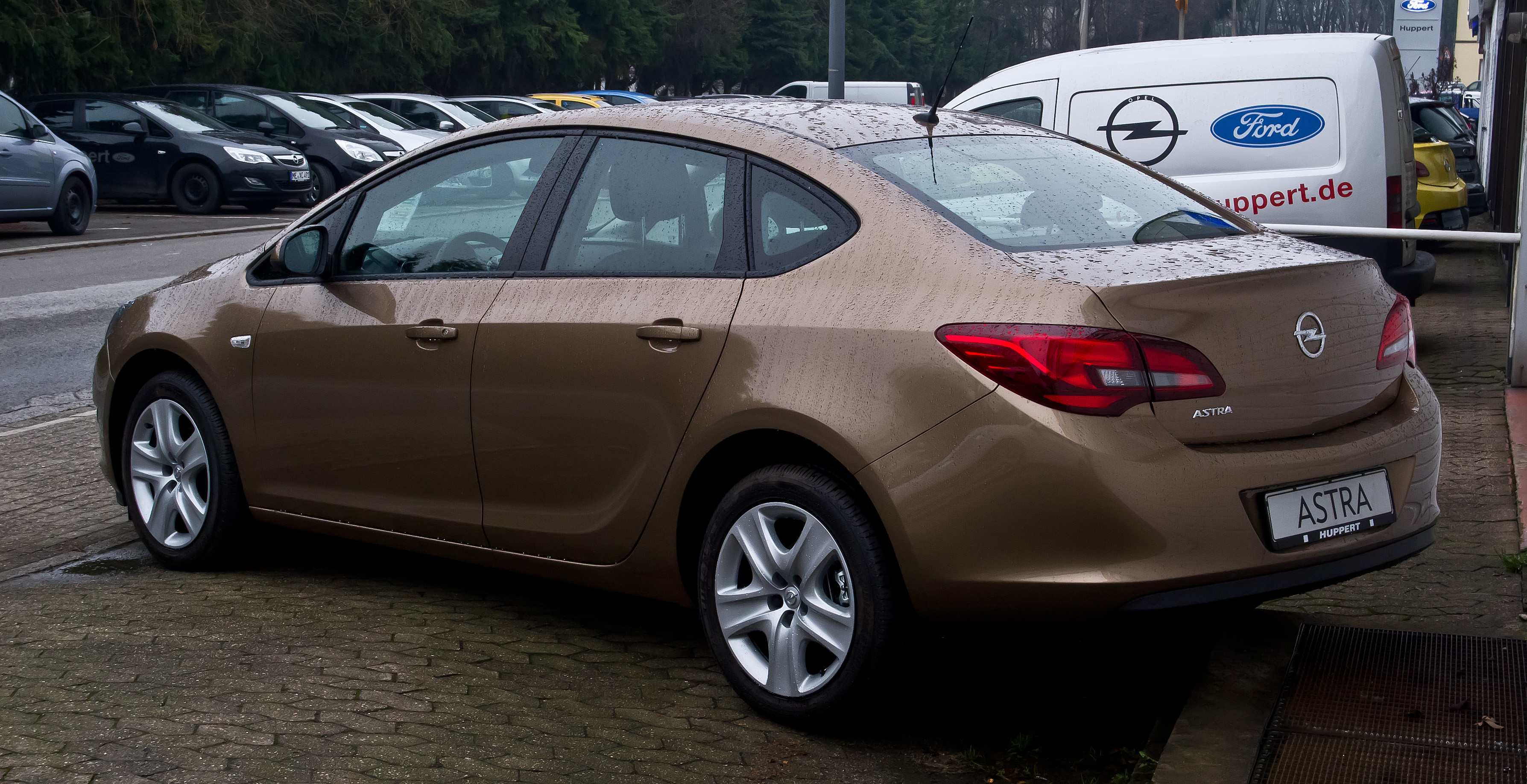
Heckansicht

## Ausstattungsvarianten
Während der Astra Fünftürer und Sports Tourer in jeweils mehreren Ausstattungslinien verfügbar waren, wurden für den Astra GTC nur die Varianten Edition und Innovation angeboten. Je nach Land war der Umfang und Preis der einfachsten Ausstattungslinie sehr unterschiedlich. Die Preise der beiden umfangreichsten Ausstattungslinien waren jeweils identisch.

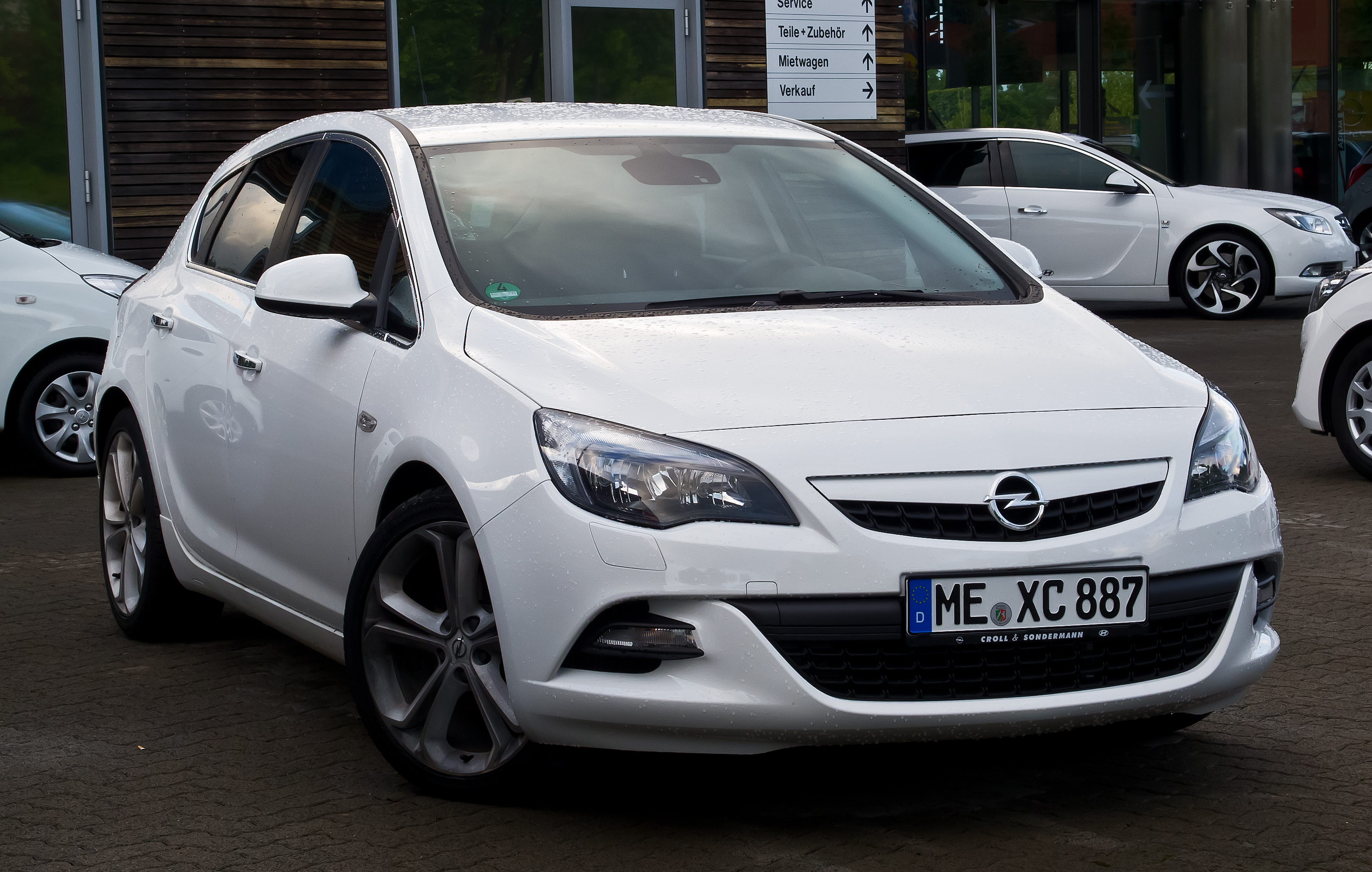
Opel Astra White Edition (2012)

- Edition (12/2009–11/2010, 12/2011–08/2018)
- Cosmo (12/2009–06/2010)
- Selection (12/2009–12/2013)
- Sport (12/2009–12/2013)
- Innovation (06/2010–12/2013)
- Design Edition (11/2010–11/2011)
- Edition Sport (12/2011–06/2012)
- 150 Jahre Opel (12/2011–11/2012)
- Cool & Sound (01/2012)
- Color Edition (02/2012–06/2012)
- White Edition (04/2012–06/2012)
- FUN (06/2012–12/2013)
- Active (11/2012–12/2013)
- BiTurbo (11/2012–07/2015)
- ENERGY (01/2014–06/2014)
- Exclusiv (01/2014–06/2014)
- Style (06/2014–06/2015)
- Excellence (06/2015–08/2018)
- Drive (2015)

### OPC

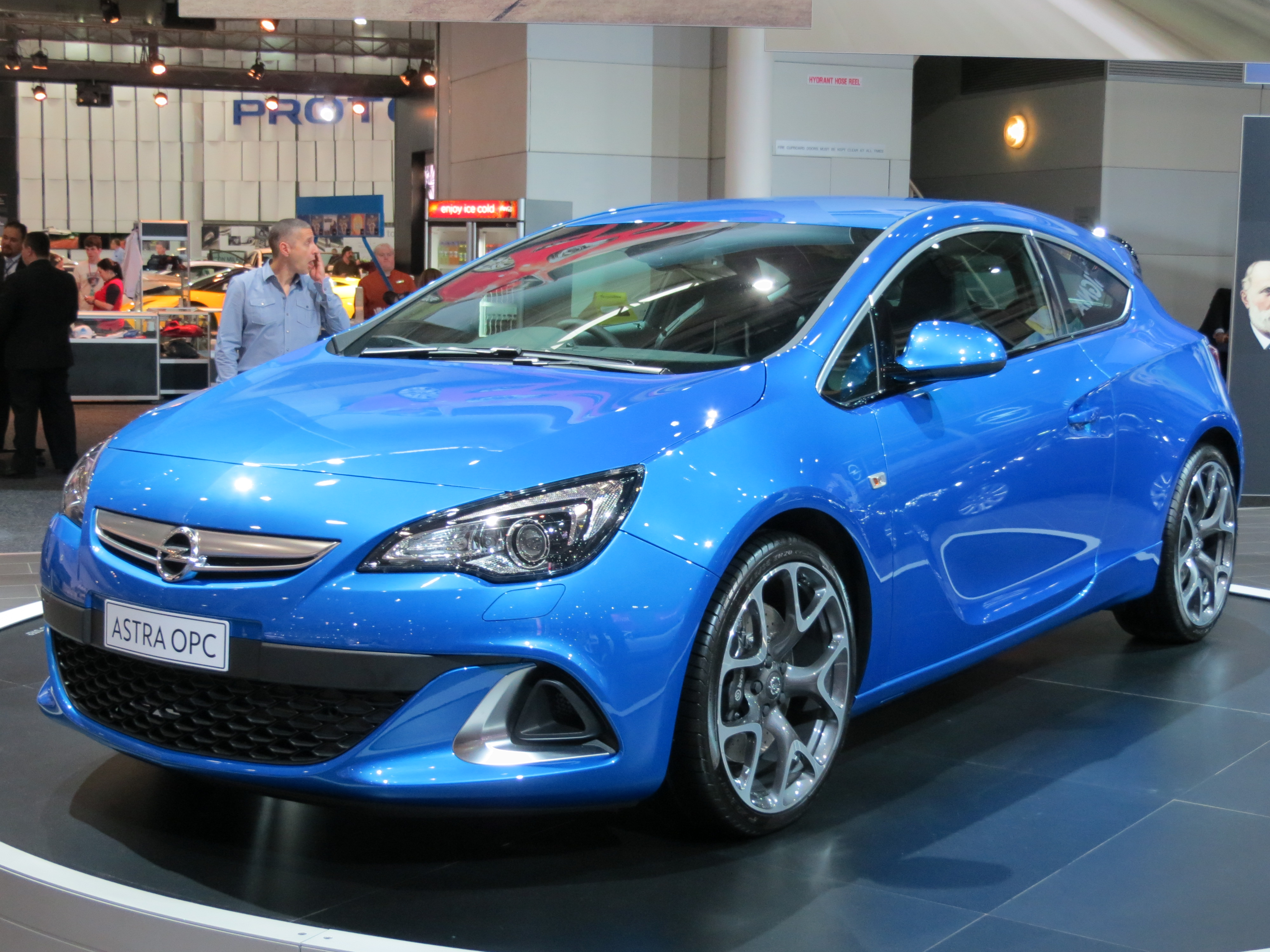
Opel Astra OPC (2012–2018)

Im Sommer 2012 erschien mit dem OPC die sportlichste Version des Astra J. Er basiert wie sein Vorgänger Astra H OPC exklusiv auf dem Astra GTC und verfügt über einen 2,0-Liter-Turbo-Motor mit Borgwarner K04 Lader mit Benzindirekteinspritzung, der 206 kW (280 PS) leistet und ein Drehmoment von 400 Nm erzeugt. Sein Fahrwerk hat vorn die sogenannten „HiPerStrut“ (HiPer für High Performance, strut englisch für Federbein)-Federbeine, die auch im Insignia OPC eingesetzt wurden.
Zu den Besonderheiten des Astra J OPC zählen unter anderem das aus dem Corsa OPC Nürburgring Edition bekannte mechanische Lamellen-Sperrdifferential von Drexler-Motorsport, eine 355er-Brembo-Bremsanlage an der Vorderachse, das mit Stoßdämpfern von ZF Sachs ausgestattetes Flexride Sportfahrwerk, die Opel-eigenen High-Performance-Schalensitze mit AGR-Gütesiegel und das exklusive Äußere.

### OPC Cup
Im November 2012 gab Opel bekannt im Rahmen der VLN Langstreckenmeisterschaft Nürburgring 2013 einen eigenen Markenpokal auszutragen, den „Astra OPC Cup“. Als Basis hierzu diente ein Astra J OPC, welcher von Kissling Motorsport (Team 1977–2019) professionell für die Kundenteams aufgebaut wurde.
Das Fahrzeug leistet in der Renn-Konfiguration etwa 221 kW (300 PS) und 400 Nm, verfügt außerdem über diverse Kohlenstofffaser Anbauteile, eine 378er-Performance-Friction-6-Kolben-Bremsanlage, Motorsportfelgen der Firma ATS im Format 9,5×18 Zoll und eine Leichtbau-Rohkarosserie mit integrierter Sicherheitsstruktur.

## Fahrwerk
Das besondere Merkmal des Fahrzeugs ist seine Hinterradaufhängung, die als Verbundlenkerachse mit Wattgestänge ausgeführt ist. Das zusätzliche Wattgestänge nimmt die seitlich einwirkenden Kräfte auf und gestattet dadurch mehr Elastizität dort, wo sie erwünscht ist.

## Endmontage
Der Opel Astra J wurde je nach Version in den GM-Werken Ellesmere Port, UK, sowie in Gliwice, Polen, gebaut.
Die Produktion der Fünftürer wurde durch die Schließung von Opel Bochum früher als geplant bereits Anfang 2014 von Rüsselsheim nach Polen verlegt, um in Rüsselsheim Kapazitätsvolumen für den Zafira Tourer freizumachen. Der Zafira Tourer sollte die Lücke in der Produktion in Rüsselsheim füllen. Der Astra J wurde in Polen als Fünftürer und GTC produziert. Parallel entstand dort auch der Cascada und Astra H Classic. Die Montage des Sports Tourer erfolgte in England.

## Sicherheit
| Sterne im Euro-NCAP-Crashtest |

Der Opel Astra J erreichte beim Euro-NCAP-Crashtest im Jahre 2009 fünf von fünf Sternen.

## Technische Daten

### Ottomotoren
|                                             | 1.4 (ecoFLEX) (1)                         | 1.4 (ecoFLEX)                             | 1.6 (ecoFLEX)                             | 1.4 Turbo (ecoFLEX)                                      | 1.4 Turbo (ecoFLEX)                                      | 1.4 LPG Turbo ecoFLEX                                    | 1.6 ECOTEC Direct Injection Turbo ecoFLEX          | 1.6 Turbo                                                | 1.6 ECOTEC Direct Injection Turbo ecoFLEX (3)      | OPC                                                |
| ------------------------------------------- | ----------------------------------------- | ----------------------------------------- | ----------------------------------------- | -------------------------------------------------------- | -------------------------------------------------------- | -------------------------------------------------------- | -------------------------------------------------- | -------------------------------------------------------- | -------------------------------------------------- | -------------------------------------------------- |
| Bauzeitraum                                 | 09/2009–11/2013                           | 09/2009–11/2013                           | 09/2009–08/2018                           | 06/2010–04/2018                                          | 09/2009–08/2018                                          | 01/2012–08/2018                                          | 11/2012–04/2018                                    | 09/2009–11/2012                                          | 12/2013–04/2018                                    | 06/2012–04/2018                                    |
| Motorbauart und Zylinderanzahl              | R4-Ottomotor mit Multi-Point-Einspritzung | R4-Ottomotor mit Multi-Point-Einspritzung | R4-Ottomotor mit Multi-Point-Einspritzung | R4-Ottomotor mit Turbolader und Multi-Point-Einspritzung | R4-Ottomotor mit Turbolader und Multi-Point-Einspritzung | R4-Ottomotor mit Turbolader und Multi-Point-Einspritzung | R4-Ottomotor mit Turbolader und Direkteinspritzung | R4-Ottomotor mit Turbolader und Multi-Point-Einspritzung | R4-Ottomotor mit Turbolader und Direkteinspritzung | R4-Ottomotor mit Turbolader und Direkteinspritzung |
| Motorkennzeichnung                          | A14XEL                                    | A14XER                                    | A16XER                                    | A14NEL                                                   | A14NET                                                   | A14NET                                                   | A16XHT                                             | A16LET                                                   | A16SHT                                             | A20NFT/B20NFT                                      |
| Hubraum                                     | 1398 cm³                                  | 1398 cm³                                  | 1598 cm³                                  | 1364 cm³                                                 | 1364 cm³                                                 | 1364 cm³                                                 | 1598 cm³                                           | 1598 cm³                                                 | 1598 cm³                                           | 1998 cm³                                           |
| Leistung                                    | 64 kW (87 PS) 6000/min                    | 74 kW (100 PS) 6000/min                   | 85 kW (115 PS) 6000/min                   | 88 kW (120 PS) 4200–6000/min                             | 103 kW (140 PS) 4900–6000/min                            | 103 kW (140 PS) 4900–6000/min                            | 125 kW (170 PS) 6000/min                           | 132 kW (180 PS) 5500/min                                 | 147 kW (200 PS) 5500/min                           | 206 kW (280 PS) 5500/min                           |
| Drehmoment                                  | 130 Nm 4000/min                           | 130 Nm 4000/min                           | 155 Nm 4000/min                           | 200 Nm (220 Nm) (2) 1850–4200/min                        | 200 Nm (220 Nm) (2) 1850–4900/min                        | 200 Nm (220 Nm) (2) 1850–4900/min                        | 260 Nm (280 Nm) (2) 1650–3200/min                  | 230 Nm 2200–5500/min                                     | 280 Nm (300 Nm) 1650–3500/min                      | 400 Nm 2500–4500/min                               |
| Getriebe, serienmäßig                       | 5-Gang-Schaltgetriebe                     | 5-Gang-Schaltgetriebe                     | 5-Gang-Schaltgetriebe                     | 6-Gang-Schaltgetriebe                                    | 6-Gang-Schaltgetriebe                                    | 6-Gang-Schaltgetriebe                                    | 6-Gang-Schaltgetriebe                              | 6-Gang-Schaltgetriebe                                    | 6-Gang-Schaltgetriebe                              | 6-Gang-Schaltgetriebe                              |
| Getriebe, optional                          | –                                         | –                                         | 6-Stufen-Automatik                        | –                                                        | 6-Stufen-Automatik                                       | –                                                        | 6-Stufen-Automatik                                 | 6-Stufen-Automatik                                       | –                                                  | –                                                  |
| Höchstgeschwindigkeit                       | 168 km/h                                  | 174 km/h                                  | 188 km/h [182 km/h]                       | 192 km/h                                                 | 202 km/h [200 km/h]                                      | 200 km/h                                                 | 220 km/h                                           | 221 km/h [211 km/h]                                      | 230 km/h                                           | 250 km/h                                           |
| Beschleunigung, 0–100 km/h                  | 15,1 s                                    | 13,9 s                                    | 11,7 s [13,3 s]                           | 10,1                                                     | 9,9 s [10,2 s]                                           | 10,8 s                                                   | 8,7 s                                              | 8,5 s [9,0 s]                                            | 7,9 s                                              | 6,0 s                                              |
| Kraftstoffverbrauch auf 100 km (kombiniert) | 5,5 l                                     | 5,5 l (5,3 l)                             | 6,3 l (5,9 l) [7,1 l]                     | 5,9 l (5,5 l)                                            | 5,9 l (5,5 l) [6,7 l]                                    | Super 6,1 l LPG 8,1 lG                                   | 5,9 l                                              | 6,8 l [7,5 l]                                            | 6,6 l                                              | 8,1 l                                              |
| CO2-Emission (kombiniert)                   | 129 g/km                                  | 129 g/km (124 g/km)                       | 147 g/km (139 g/km) [167 g/km]            | 138 g/km (129 g/km)                                      | 138 g/km (129 g/km) [157 g/km]                           | 144 g/km/132 g/km                                        | 139 g/km                                           | 159 g/km [169 g/km]                                      | 154 g/km                                           | 189 g/km                                           |
| Abgasnorm nach EU-Klassifikation            | Euro 5/Euro 6                             | Euro 5/Euro 6                             | Euro 5/Euro 6                             | Euro 5/Euro 6                                            | Euro 5/Euro 6                                            | Euro 5/Euro 6                                            | Euro 5/Euro 6                                      | Euro 5/Euro 6                                            | Euro 5/Euro 6                                      | Euro 5/Euro 6                                      |

Werte in eckigen Klammern [ ] für Modelle mit Automatikgetriebe, Werte in runden Klammern ( ) für Modelle mit Start-Stopp-System

### Dieselmotoren
Die 1,3- und 2,0-Liter-Dieselmotoren wurden gemeinsam mit Fiat entwickelt.
|                                             | 1.3 CDTI (ecoFLEX)                                         | 1.7 CDTI                                                   | 1.7 CDTI (ecoFLEX)                                         | 1.6 CDTI (ecoFLEX)                                         | 1.7 CDTI                                                   | 1.7 CDTI (ecoFLEX)                                         | 1.6 CDTI (ecoFLEX)                                         | 2.0 CDTI (ecoFLEX)                                         | 2.0 CDTI (ecoFLEX)                                         | 2.0 BiTurbo CDTI                                                |
| ------------------------------------------- | ---------------------------------------------------------- | ---------------------------------------------------------- | ---------------------------------------------------------- | ---------------------------------------------------------- | ---------------------------------------------------------- | ---------------------------------------------------------- | ---------------------------------------------------------- | ---------------------------------------------------------- | ---------------------------------------------------------- | --------------------------------------------------------------- |
| Bauzeitraum                                 | 09/2009–08/2013                                            | 09/2009–06/2011                                            | 06/2011–05/2014                                            | 05/2014–08/2018                                            | 09/2009–06/2012                                            | 06/2011–05/2014                                            | 05/2014–08/2018                                            | 09/2009–06/2011                                            | 06/2011–06/2015                                            | 11/2012–07/2015                                                 |
| Motorbauart und Zylinderanzahl              | R4-Dieselmotor mit Turbolader und Common-Rail-Einspritzung | R4-Dieselmotor mit Turbolader und Common-Rail-Einspritzung | R4-Dieselmotor mit Turbolader und Common-Rail-Einspritzung | R4-Dieselmotor mit Turbolader und Common-Rail-Einspritzung | R4-Dieselmotor mit Turbolader und Common-Rail-Einspritzung | R4-Dieselmotor mit Turbolader und Common-Rail-Einspritzung | R4-Dieselmotor mit Turbolader und Common-Rail-Einspritzung | R4-Dieselmotor mit Turbolader und Common-Rail-Einspritzung | R4-Dieselmotor mit Turbolader und Common-Rail-Einspritzung | R4-Dieselmotor mit zwei Turbolader und Common-Rail-Einspritzung |
| Motorkennzeichnung                          | A13DTE                                                     | A17DTJ                                                     | A17DTC, A17DTE                                             | B16DTL                                                     | A17DTR                                                     | A17DTF, A17DTS                                             | B16DTH                                                     | A20DTH                                                     | A20DTH                                                     | A20DTR                                                          |
| Hubraum                                     | 1248 cm³                                                   | 1686 cm³                                                   | 1686 cm³                                                   | 1598 cm³                                                   | 1686 cm³                                                   | 1686 cm³                                                   | 1598 cm³                                                   | 1956 cm³                                                   | 1956 cm³                                                   | 1956 cm³                                                        |
| Leistung                                    | 70 kW (95 PS) 4000/min                                     | 81 kW (110 PS) 3800/min                                    | 81 kW (110 PS) 4000/min                                    | 81 kW (110 PS) 3500–4000/min                               | 92 kW (125 PS) 4000/min                                    | 96 kW (130 PS) 4000/min                                    | 100 kW (136 PS) 3500–4000/min                              | 118 kW (160 PS) 4000/min                                   | 121 kW (165 PS) 4000/min                                   | 143 kW (195 PS) 4000/min                                        |
| Drehmoment                                  | 190 Nm 1750–3250/min                                       | 260 Nm 1700–2550/min                                       | 280 Nm 1750–2500/min                                       | 300 Nm 1750–2500/min                                       | 280 Nm 2000–2700/min                                       | 300 Nm 2000–2500/min                                       | 320 Nm 2000/min                                            | 350 Nm 1750–2500/min                                       | 350 Nm 1750–2500/min                                       | 400 Nm 1750–2500/min                                            |
| Getriebe, serienmäßig                       | 6-Gang-Schaltgetriebe                                      | 6-Gang-Schaltgetriebe                                      | 6-Gang-Schaltgetriebe                                      | 6-Gang-Schaltgetriebe                                      | 6-Gang-Schaltgetriebe                                      | 6-Gang-Schaltgetriebe                                      | 6-Gang-Schaltgetriebe                                      | 6-Gang-Schaltgetriebe                                      | 6-Gang-Schaltgetriebe                                      | 6-Gang-Schaltgetriebe                                           |
| Getriebe, optional                          | –                                                          | –                                                          | –                                                          | –                                                          | –                                                          | –                                                          | –                                                          | 6-Stufen-Automatik                                         | 6-Stufen-Automatik                                         | –                                                               |
| Höchstgeschwindigkeit                       | 175 km/h                                                   | 181 km/h                                                   | 186 km/h (188 km/h)                                        | 186 km/h                                                   | 195 km/h                                                   | 198 km/h (201 km/h)                                        | 200 km/h                                                   | 215 km/h [209 km/h]                                        | 215 km/h [209 km/h]                                        | 226 km/h                                                        |
| Beschleunigung, 0–100 km/h                  | 14,5 s                                                     | 12,6 s                                                     | 12,3 s (12,5 s)                                            | 12,0 s                                                     | 11,5 s                                                     | 10,6 s (11,2 s)                                            | 10,3 s                                                     | 9,0 s [9,2 s]                                              | 9,0 s [9,2 s]                                              | 7,8 s                                                           |
| Kraftstoffverbrauch auf 100 km (kombiniert) | 4,1 l (3,9 l)                                              | 4,5 l                                                      | 4,3 l (3,7 l)                                              | (3,7 l)                                                    | 4,5 l                                                      | 4,3 l (3,7 l)                                              | (3,9 l)                                                    | 4,9 l (4,7 l) [5,8 l]                                      | 4,9 l (4,5 l) [5,8 l]                                      | (5,1 l)                                                         |
| CO2-Emission (kombiniert)                   | 109 g/km (104 g/km)                                        | 119 g/km                                                   | 114 g/km (99 g/km)                                         | 97 g/km                                                    | 124 g/km                                                   | 114 g/km (99 g/km)                                         | 104 g/km                                                   | 129 g/km (123 g/km) [154 g/km]                             | 129 g/km (119 g/km) [154 g/km]                             | (135 g/km)                                                      |
| Abgasnorm nach EU-Klassifikation            | Euro 5                                                     | Euro 5                                                     | Euro 5                                                     | Euro 6                                                     | Euro 5                                                     | Euro 5                                                     | Euro 6                                                     | Euro 5                                                     | Euro 5                                                     | Euro 5                                                          |

Werte in eckigen Klammern [ ] für Modelle mit Automatikgetriebe, Werte in runden Klammern ( ) für Modelle mit Start-Stopp-System

### Kraftstoffbehälter
Der Kraftstofftank fasst bei allen Modellvarianten 56 Liter. Bei der LPG-Variante ist ein 48 Liter (brutto, netto etwa 36 l) fassender LPG-Tank verbaut.

### Getriebe
Grundsätzlich wurden alle Modellvarianten mit einem Sechsgang-Getriebe ausgeliefert. Die nicht aufgeladenen Saug-Ottomotoren und der 1.3 CDTI stellen eine Ausnahme dar und wurden mit einem Fünfgang-Getriebe kombiniert. Alternativ gab es eine sechsstufige Automatik. Die Kraft wird auf die Vorderräder übertragen. Allradantriebe gab es nicht.

### Maße
Der Astra hat je nach Modell unterschiedliche Größenangaben:
- Länge: 4,42 m (Fünftürer), 4,47 m (GTC), 4,66 m (Stufenheck) und 4,70 m (Sports Tourer)
- Breite: 1,81 m (Fünftürer, Stufenheck und Sports Tourer) und 1,84 m (GTC)
- Höhe: 1,48 m (GTC), 1,50 m (Stufenheck), 1,51 m (Fünftürer) und 1,54 m (Sports Tourer).
- Gegenüber dem Vorgänger ist er damit um rund 17 bis 18 cm in der Länge gewachsen.

### Kofferraum
Während das Kofferraumvolumen beim Fünftürer im normalen Zustand um 10 auf 370 Liter und bei umgeklappter zweiter Sitzreihe um 60 auf 1235 Liter schrumpft, wurde das Volumen beim Sports Tourer mit 500 Liter beibehalten; einzig mit umgeklappten Sitzen sank das Volumen um 40 auf 1550 Liter. Der Kofferrauminhalt des GTC stieg um 40 auf 380 Liter. Die Stufenhecklimousine fasst ein Volumen von 460 Liter.

## Der Astra J weltweit
In Großbritannien wurde der Astra J (wie auch schon einige seiner Vorgänger) unter dem Markennamen Vauxhall hergestellt sowie verkauft.
In den USA wurde die Stufenhecklimousine als Buick Verano vertrieben, der mit zwei Benzin-Motoren mit 2,0 Liter (187 kW/254 PS) und 2,4 Liter (134 kW/182 PS) im Angebot stand.
In China wurde die fünftürige Schräghecklimousine als Buick Excelle XT und die viertürige Stufenhecklimousine als Buick Excelle vertrieben (nicht zu verwechseln mit dem „Excelle“, der ein Zwilling des Daewoo Lacetti ist).

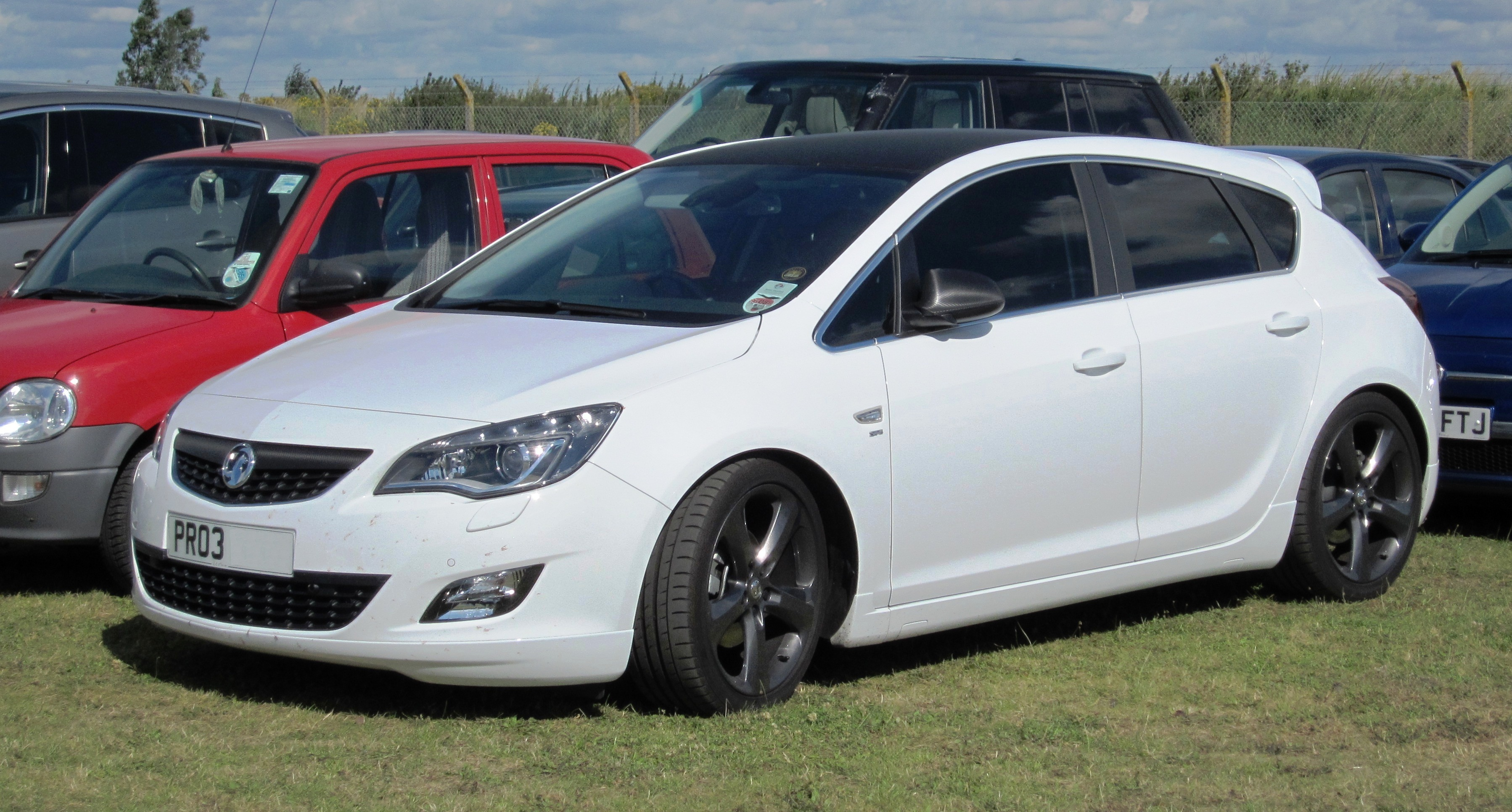
Vauxhall Astra (hier mit Sportfahrwerk)
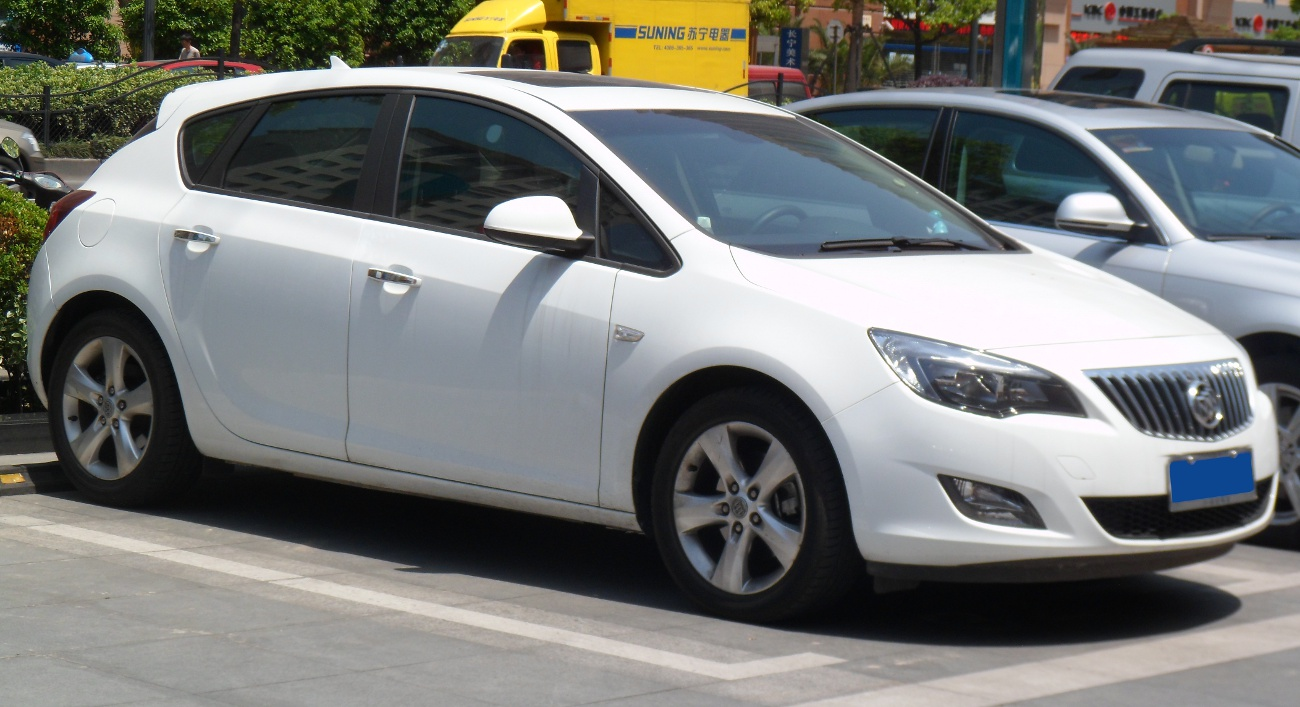
Buick Excelle XT
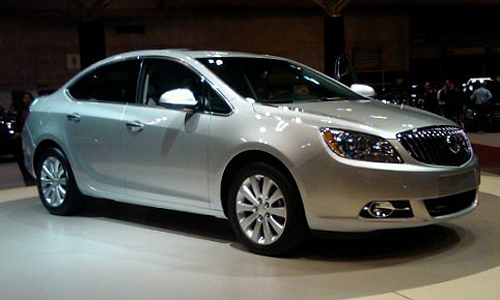
Buick Verano Sedan